# トルコの世界遺産
トルコの世界遺産（トルコのせかいいさん）は、ユネスコの世界遺産に登録されているトルコ共和国の文化遺産および自然遺産の一覧。

## 文化遺産
- イスタンブール歴史地域 - （1985年）
- ディヴリーイの大モスクと病院 - （1985年）
- ハットゥシャ - （1986年）
- ネムルト・ダウ - （1987年）
- クサントス-レトーン - （1988年）
- サフランボル市街 - （1994年）
- トロイの考古遺跡 - （1998年）
- セリミエ・モスクとその社会的複合施設群 - （2011年）
- チャタル・ヒュユクの新石器時代遺跡 - （2012年）
- オスマン帝国発祥の地ブルサとジュマルクズク（英語版） - （2014年）
- ペルガモンとその重層的な文化的景観 - （2014年）
- エフェソス - （2015年）
- ディヤルバクル城塞とヘヴセル庭園の文化的景観 - (2015年)
- アニの考古遺跡 - （2016年）
- アフロディシアス- （2017年）
- ギョベクリ・テペ - （2018年）
- アルスランテペの遺丘 - （2021年）

## 自然遺産
なし

## 複合遺産
- ギョレメ国立公園およびカッパドキアの岩石遺跡群 - （1985年）
- ヒエラポリス-パムッカレ - （1988年）